# Combat d'Andigné
Chouannerie
Batailles
- Liffré
- 1re Argentré
- Expédition de Quiberon
- Plouharnel
- Quiberon
- Segré
- 1er Rocher de La Piochais
- La Ceriseraie
- La Cornuaille
- 1re La Croix-Avranchin
- La Vieuville
- Boucéel
- 1re Saint-James
- 2e Rocher de La Piochais
- 2e La Croix-Avranchin
- Auverné
- Andigné
- Croix-Couverte
- Tinchebray
- L'Auberge-neuve
- Locminé
- Saint-Hilaire-des-Landes
- Val de Préaux
- Le Grand-Celland
- 2e Argentré
- Noyant-la-Gravoyère
- La Hennerie
- Saint-Aubin-du-Cormier
- Le Mans
- Nantes
- Saint-Brieuc
- Le Lorey
- Mont-Guéhenno
- La Tour d'Elven
- 2e Saint-James
- Les Tombettes
- Pont du Loc'h

Le combat d'Andigné a lieu le 8 mars 1796 lors de la Chouannerie. Il s'achève par la victoire des chouans, qui tendent une embuscade à un petit convoi républicain près d'Andigné.

## Prélude
Le 8 mars 1796, l'adjudant-général Henry sort du Lion-d'Angers afin de prendre le commandement de la ville Segré, sur ordre du général Hoche. Pour cette marche, il prend la tête d'une petite escorte et d'un convoi de munitions et d'eau-de-vie. Plusieurs réfugiés de Segré rejoignent également le convoi pour rentrer chez eux. Mais en chemin, près du bourg d'Andigné, les patriotes tombent dans une embuscade tendue par les chouans.

## Forces en présence
Dans ses mémoires, le général chouan Louis d'Andigné écrit qu'il commande à peu près 1 000 hommes dans ce combat, dont 250 chasseurs d'élite, et il estime à 200 hommes le nombre des républicains. Cependant, d'après des sources républicaines, l'escorte n'est forte que de 80 soldats. Le général républicain Gabriel de Hédouville fait quant à lui mention dans un courrier d'un combat opposant 100 républicains à 1 200 chouans.  

## Déroulement
Le 7 mars, les chouans organisent leur embuscade à Andigné, dans l'attente du convoi. Ils patientent en vain dans la neige pendant toute cette journée, avant de se retirer à la tombée de la nuit. Ils reprennent cependant leur poste le lendemain et le convoi fait finalement son apparition.
Les chouans découvrent leur embuscade à environ quarante pas des républicains. Ces derniers sont attaqués au centre par les compagnies d'élite de chasseurs et sur les flancs par le reste des chouans qui s'élancent en poussant de grands cris. Trop peu nombreux, les républicains sont enfoncés,. L'adjudant-général Henry ne parvient à rallier qu'un petit nombre d'hommes devant le bourg d'Andigné, mais tous sont tués.
D'Andigné donne cependant bientôt l'ordre d'arrêter la poursuite, car deux autres colonnes républicaines sont signalées du côté de Segré et du Lion-d'Angers,. Il fait alors disperser sa troupe et ses hommes qui regagnent leurs villages,.

## Pertes
Dans ses mémoires, le général d'Andigné affirme que 60 républicains sont tués lors de ce combat, tandis que les chouans ne déplorent aucune perte. Il regrette cependant la mort de quelques femmes de troupes, tuées par « des coups qui ne leur étaient point destinés ».
D'après des sources républicaines, trente grenadiers sont tués, ainsi que vingt réfugiés. Selon le général Hédouville, 70 soldats sont tués. L'adjudant-général Henry, le capitaine Roger et un maréchal des logis du 6e régiment figurent parmi les morts,.
Les chouans s'emparent de 8 000 cartouches, de six fourgons de bagages et des barils d'eau-de-vie. Les chefs décident cependant de répandre toute l'eau-de-vie au sol pour éviter que les hommes ne s'enivrent,.